# 克斯汀·弗利普肯斯
克斯汀·弗利普肯斯（荷蘭語：Kirsten Flipkens，1986年1月10日—）是比利時职业网球女运动员，2003年轉職業。她的WTA生涯最高單打排名為第13（2013年8月5日）。她在大满贯赛单打项目的最好成绩是2013年的温网四强。

## 外部連結
- 官方网站
- 克斯汀·弗利普肯斯的国际女子网球协会官方資料（英文）
- 克斯汀·弗利普肯斯的國際網球總會 職業／青少年 官方資料（英文）
- Fed Cup - Player profile - Kirsten FLIPKENS (BEL) （页面存档备份，存于）